# Spawn (Band)
Spawn ist eine deutsche Death-Metal-Band aus Berlin.

## Geschichte
Gegründet wurde die Band 1998 aus den Resten der Gruppe Mortal Viruz. Matt, No und Olli hatten 1998 die Gruppe Mortal Viruz mit Jan gegründet und ein Jahr später in Spawn umbenannt. In dieser Zeit stieß auch Chrille zur Band, der auch den Bass bei den Aufnahmen zur Demo-CD Headhunter beisteuerte. In den Anfangszeiten war der Sound stark beeinflusst von Bands wie Six Feet Under oder Bolt Thrower. Langsame, rollende Parts mit eingängigen Strukturen waren das Markenzeichen der Band. Die Band konnte sich schnell in der Berliner Metalszene etablieren. Regelmäßige Konzerte wurden z. B. im Berliner Club K17 gespielt. 2000 wurde die Band durch eine zweite Gitarre verstärkt. Mit Hardy (ex-Nuclear Tribunal) wurde der Sound vielschichtiger, aber auch schneller. Elemente des Grindcore wechselten sich mit den typischen Grooveelementen ab.
2001 wurde das Label Bruchstein Records auf die Band aufmerksam. Im Orange/Headquarter Studio wurde das Album Systems Full of Victims aufgenommen. Die Titel wurden auf dem Fuck the Commerce IV Festival und einer folgenden Deutschlandtour mit Krisiun vorgestellt. 2002 folgte eine dreiwöchige Europatour durch zehn Länder mit Cryptopsy und Haemorrhage. Die Band schrieb an neuen Titeln, die auf dem nächsten Album Human Toxin Einzug fanden. Das ostdeutsche Label Morbid Records bot der Band einen Plattenvertrag und veröffentlichte das Album im Dezember 2004. 2005 konnte die Band sich auf der Mainstage des With Full Force Festivals einem größeren Publikum präsentieren.
2006 kam Dirk (ex-Postmortem) als neuer Gitarrist zur Band. Angetrieben durch frische Impulse schrieb die Band wieder an neuen Titeln. Bedingt durch Besetzungswechsel und den Zusammenbruch von Morbid Records verzögerte sich der Aufnahmeprozess, so dass erst 2009 die Veröffentlichung des vierten Albums The Wicked Reincarnation stattfand. Marc (ex-Kadath) ersetzte Janice, die Anfang 2009 die Band verließ. Im April 2011 wurden vier Titel einer geplanten EP aufgenommen, die jedoch nicht verwendet wurden. Anfang 2013 trennte sich die Band von Dirk, um als Quartett weiterzumachen. 
2014 veröffentlichte die Band das Album Burning Mighty Empires, welches zugleich die letzte Veröffentlichung sein sollte. Die Band löste sich Ende 2014 auf. 

## Diskografie
- 1999: Headhunter (Demo)
- 2001: Systems Full of Victims (Album)
- 2002: Hybrid Manifestation (Split mit Harmony Dies)
- 2004: Human Toxin (Album)
- 2009: The Wicked Reincarnation (Album)
- 2014: Burning Mighty Empires (Album)